# Waiouru
Waiouru ist ein Ort im Ruapehu District der Region Manawatū-Whanganui auf der Nordinsel von Neuseeland.

## Geographie
Der Ort befindet sich rund 24 km südsüdöstlich vom Vulkan Ruapehu und rund 24 km nordnordwestlich von Taihape am südlichen Rand des Rangipo Desert. Durch den Ort fließt der Waiouru Stream, der etwas weiter südlich in den Hautapu River mündet.
Waiouru ist eine Militärsiedlung, die mit dem Waiouru Military Camp der New Zealand Defence Force und der Training Group (ATG), als Dienstleistungszentrum dient. An der Desert Road unmittelbar nördlich des Ortes befindet sich ein 870 km² großer Truppenübungsplatz, der sich hauptsächlich östlich der Straße erstreckt. Die Funkstation HMNZS Irirangi der Royal New Zealand Navy mit seiner riesigen Antenne liegt 2 km nördlich von Waiouru.

## Geschichte
1855 wurden von dem Missionar Tom Grace Merinoschafe von Taupō geholt, um auf dem von Tussockgras dominierten Grasland um Waiouru zu weiden. Die Herde wurde jedoch 1869 von Te Kootis Kriegern verspeist. Später brachte man weitere 4000 Schafe von der Hawke’s Bay über das Gebirge in die Gegend um Waiouru. In den 1890er Jahren zählte man in dem Grasland zwischen dem Karioi-Busch und den Kaimanawa Mountains rund 40.000 Merinoschafe.
Saumpfade nach Waiouru entstanden in den 1870er Jahren, nachdem 1869 Spuren von Gold 30 km nordöstlich von Waiouru auf Mr. Lyons Weide bei Kereru gefunden wurden. Die Pfade wurden genutzt, um die hunderte Tonnen Merinowolle nach Napier (Gentle Annie-Track) und später an den Lake Taupo (The Desert Road) oder bis hinunter nach Wanganui (Hales' Track und Field's Track) zu bringen. Diese Pfade entwickelten sich später zu mit Wagen für den Wolltransport befahrbaren Straßen. 1897 gab es in Waiouru eine Poststation für die Passagiere der Postkutschen zwischen Napier und Taupō.
Die Eisenbahn erreichte den Ort 1907, jedoch gab es damals nur noch wenig Wolle zu versenden. Überweidung durch die Schafe hatte zu einer Kaninchenplage geführt. In den 1930er Jahren konnten bei Waiouru überhaupt keine Schafe mehr gehalten werden und 1939 wurde der größte Teil des nur gepachteten Landes der Schafzuchtstation von der Regierung für das Armeecamp übernommen.
Um 1904 richtete Alfred Peters eine Poststation mit Laden und Übernachtungsmöglichkeiten für die Reisenden und die 500 Männer ein, die westlich von Waiouru Aushubarbeiten für die Eisenbahn ausführten. Seine Nachkommen sind noch 2007 als Farmer in der Gegend ansässig. Wally Harding übernahm 1939 die Schafstation und begann 1951, mit Hilfe einer de Havilland Tiger Moth aus Kriegsbeständen seine Weiden zu düngen. Dieses Projekt entwickelte sich zu der Firma Wanganui Aero Work Ltd.. Wallie's Enkel Lockie betreibt 2007 noch immer eine Farm in Waiouru.
Sieben Kilometer westlich von Waiouru befindet sich die kleine Siedlung Tangiwai, der Ort von Neuseelands schwerstem Eisenbahnunglück, als am 24. Dezember 1953 der Nachtzug von Wellington nach Auckland die Eisenbahnbrücke passiert, kurz nachdem diese durch einen Lahar vom Mount Ruapehu zerstört worden war. Der Zug stürzte in den Whangaehu River und 151 Passagiere fanden den Tod. Viele Armee- und Navyangehörige aus Waiouru waren seinerzeit an den Rettungs- und Bergungsarbeiten beteiligt. Schwester Mortimer aus dem Krankenhaus des Waiouru Military Camps, soll damals drei Tage ohne Pause die Überlebenden gepflegt und die Leichen ausgelegt haben. Sie wurde dafür als „The Angel of Tangiwai“ (Der Engel von Tangiwai) bezeichnet.

## Bevölkerung
Zum Zensus des Jahres 2013 zählte der Ort 741 Einwohner, 46,3 % weniger als zur Volkszählung im Jahr 2006.

## Infrastruktur

### Straßenverkehr
Direkt durch Waiouru führt der New Zealand State Highway 1 in Nord-Süd-Richtung, der als Desert Road genannten Teilabschnitt nach Norden durch den Rangipo Desert bis nach Tūrangi am Südende des Lake Taupō verläuft und nach Süden den Ort an Taihape anbindet. In dem Ort zweigt der New Zealand State Highway 49 nach Westen nach Ohakune ab.

### Schienenverkehr
Waiouru liegt an der Eisenbahnhauptstrecke des North Island Main Trunk Railway, die den Ort im Jahre 1907 erreichte und an der Südwestseite des Ortes vorbeiführt und von dort nach Westen abzweigt. Der Bahnhof in Waiouru ist mit 814 m der höchstgelegene des neuseeländischen Eisenbahnnetzes. Der Personenzug Overlander hält seit April 2005 jedoch nicht mehr in Waiouru.

## Sehenswürdigkeiten
Am südöstlichen Rand des Ortes befindet sich das 1978 eröffnete Queen Elizabeth II Army Memorial Museum, das sich mit Neuseelands Militärgeschichte befasst. Flakgeschütze und Panzer weisen schon von Weitem sichtbar auf das Museum hin.

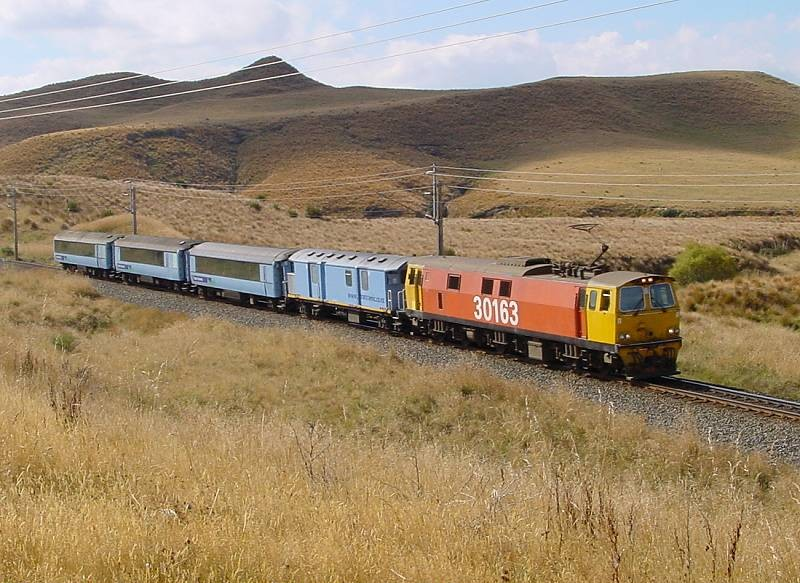
Der Overlander gezogen von einer EF 30163 nahe Waiouru